# Matheus Enholm
Matheus Enholm (nascido em 1979) é um político sueco e membro do Riksdag desde 2018 pelos Democratas Suecos (SD).
Enholm representa o distrito eleitoral do condado de Västra Götaland e possui o assento n.º 230 no parlamento. Ele é um comissário do Comité de Constituição no Riksdag. Enholm também serve como porta-voz do SD para a liberdade de expressão e foi nomeado para liderar uma comissão contra a censura online.